# Ischiocentra hebes
Ischiocentra hebes là một loài bọ cánh cứng trong họ Cerambycidae.